# Молло (Франция)
Молло́ (фр. Mollau) — коммуна на северо-востоке Франции в регионе Гранд-Эст (бывший Эльзас — Шампань — Арденны — Лотарингия), департамент Верхний Рейн, округ Тан — Гебвиллер, кантон Серне. До марта 2015 года коммуна административно входила в состав упразднённого кантона Сент-Амарен (округ Тан).

## Географическое положение

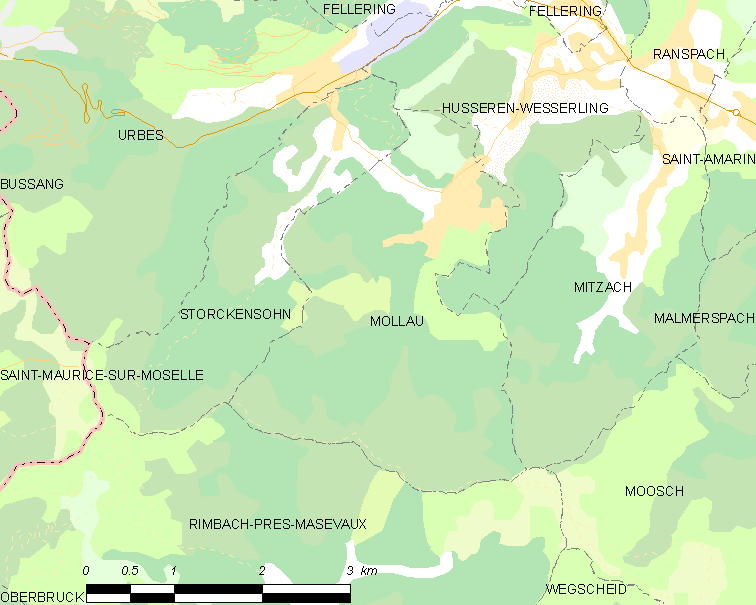
На карте

Коммуна расположена на расстоянии около 360 км на восток от Парижа, в 100 км юго-западнее Страсбура и в 37 км северо-западнее Кольмара.
Площадь коммуны — 8,82 км², население — 424 человека (2006) с тенденцией к снижению: 392 человека (2012), плотность населения — 44,4 чел/км².

## Население
Численность населения коммуны в 2011 году составляла 406 человек, а в 2012 году — 392 человека.
| 1962 | 1968 | 1975 | 1982 | 1990 | 1999 | 2006 | 2008 | 2011 | 2012 |
| ---- | ---- | ---- | ---- | ---- | ---- | ---- | ---- | ---- | ---- |
| 523  | 480  | 412  | 397  | 397  | 419  | 424  | 425  | 406  | 392  |

Динамика населения:

## Экономика
В 2010 году из 277 человек трудоспособного возраста (от 15 до 64 лет) 207 были экономически активными, 70 — неактивными (показатель активности 74,7 %, в 1999 году — 67,2 %). Из 207 активных трудоспособных жителей работал 191 человек (107 мужчин и 84 женщины), 16 числились безработными (8 мужчин и 8 женщин). Среди 70 трудоспособных неактивных граждан 18 были учениками либо студентами, 29 — пенсионерами, а ещё 23 — были неактивны в силу других причин.
На протяжении 2011 года в коммуне числилось 173 облагаемых налогом домохозяйства, в которых проживало 398 человек. При этом медиана доходов составила 19970 евро на одного налогоплательщика.

## Достопримечательности (фотогалерея)

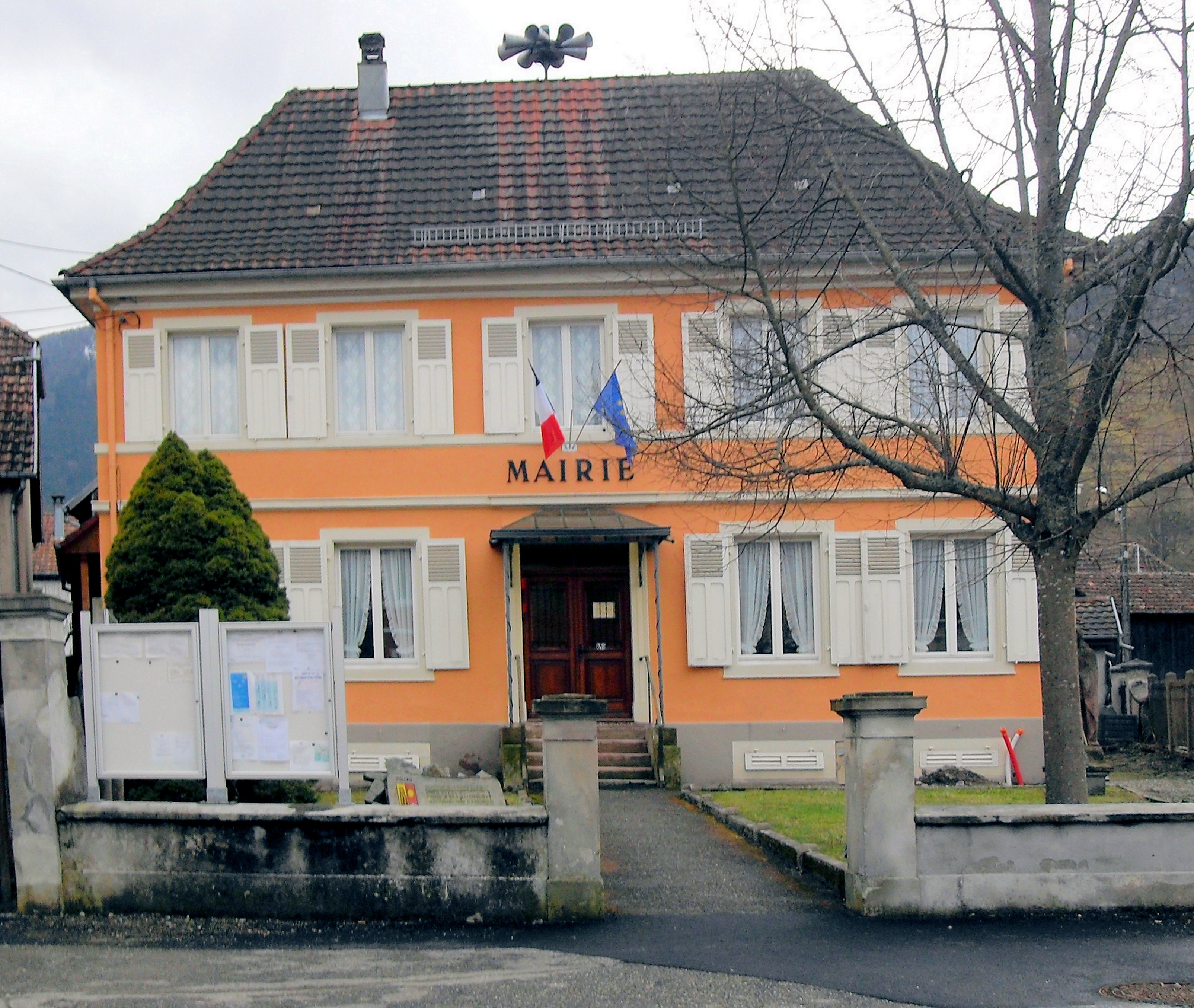
Здание мэрии
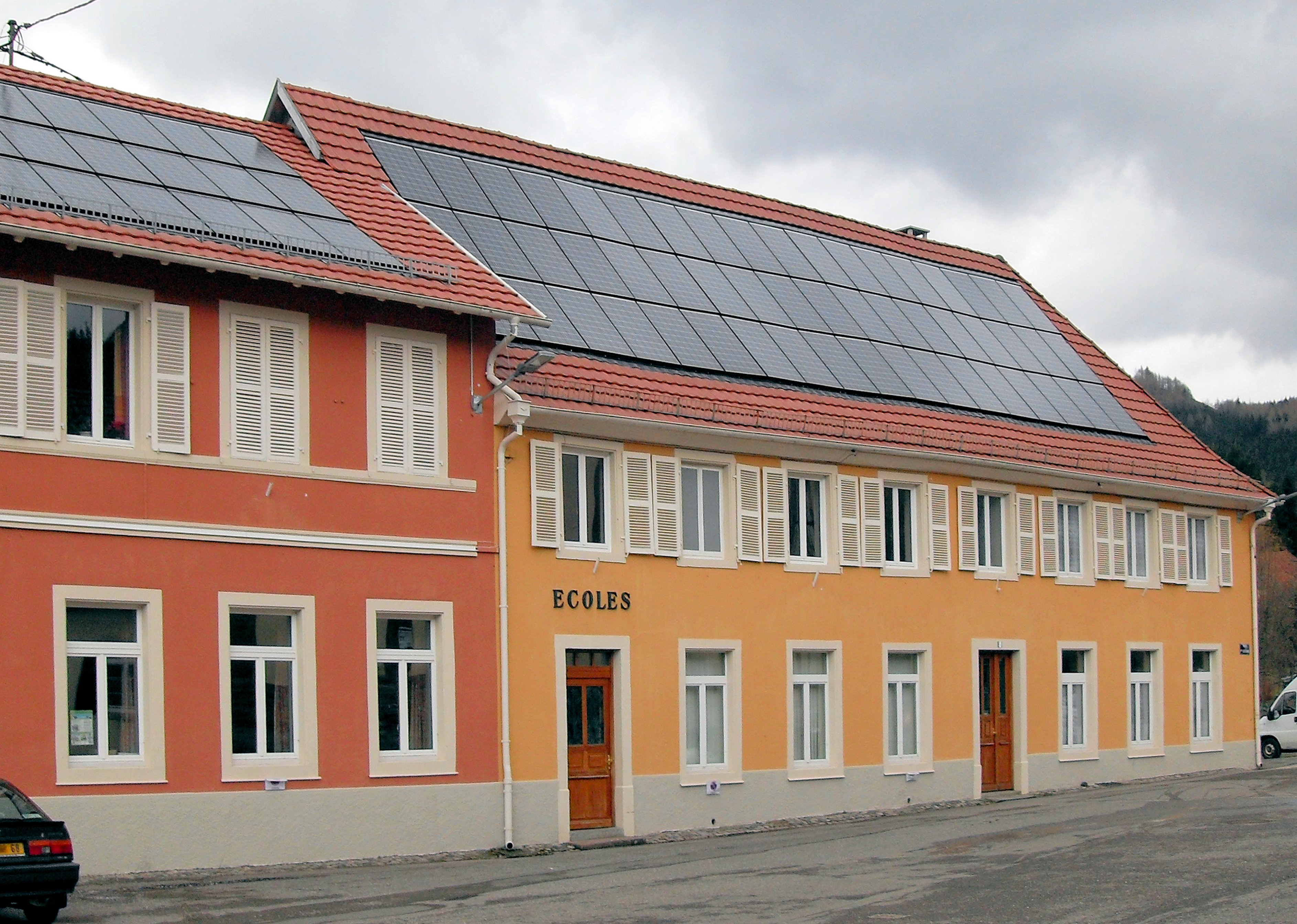
Школа